# DocuWorld
DocuWorld，是美国施乐公司及日本富士施乐公司所创立并独立举办的一个展会的名称。
DocuWorld于1997年由施乐创办，迄今为止已经在世界各地数十个国家举办。
是施乐和富士施乐公司提升市场竞争的一项战略举措。自1999年进入中国以来，逐步发展成为文件管理领域具有一定影响力的行业展会。